# Project Habakkuk

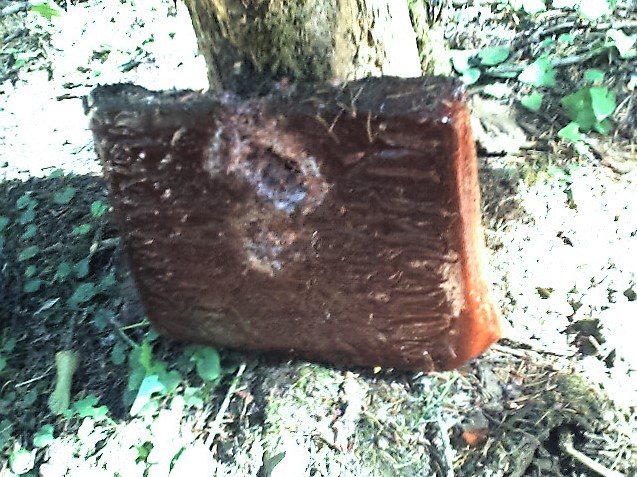
Een blok pykrete

Project Habakkuk was een project in de Tweede Wereldoorlog om een enorm vliegdekschip te bouwen van ijs; in een latere fase werd voor pykrete als bouwmateriaal gekozen. Dat is een samenstelling van water en zaagsel, het smelt langzaam en is vuurvast.
De bedoeling was dat dit vliegdekschip een basis in de noordelijke Atlantische Oceaan zou vormen om het gevaar van Duitse onderzeeboten te bedwingen. Het schip zou 200 Spitfires kunnen dragen. Het is echter nooit gebouwd vanwege de hoog oplopende productiekosten en omdat tegen de tijd dat de bouw gestart zou worden het gevaar van onderzeeboten al beduidend minder werd.